# ویلیام گوزلینگ
ویلیام گوزلینگ (انگلیسی: William Gosling; ۱۹ ژوئیهٔ ۱۸۶۹ – ۲ اکتبر ۱۹۵۲) بازیکن فوتبال اهل بریتانیا بود.
از باشگاه‌هایی که در آن بازی کرده‌است می‌توان به باشگاه فوتبال چلمزفورد سیتی اشاره کرد.